# Karlslust (zámek)
Zámek Karlslust je postavený v katastru městské části Hardegg – Niederfladnitz v okrese Hollabrunn v rakouské spolkové zemi Dolní Rakousy. Zámek stojí v Waldviertelu severně od silnice z Dolní Fládnice do Středního Recbachu poblíž hranice s Moravou a veřejnosti není přístupný.

## Historie
Vymřením rodu Trautsonů přešlo panství hradu Chýje (Kaja) jako dědictví na Karla Josefa knížete Aueršperka (1720–1800). Roku 1795 byla zahájena stavba zámku Karlslust v honebním revíru. Stavitelem byl Franz Xaver Pollnfürst z Vídně. Po dokončení stavby zámku v roce 1798 byla založena obora, která obklopuje zámek. Vnitřní výzdoba zámku byla dokončena v roce 1801. Interiéry projektoval architekt Heinrich Fischer, který byl také činný při stavbě městského paláce ve Vídni a v Praze. Štukatérské práce provedl Johann Georg Böhm.
Ačkoliv zámek byl postavený na samotě odlehlé v lese, byla sem přenesena správa panství a archiv ze zámku Dolní Fládnice. Po vymření mužské větve rodu Auersperg-Trautson přešlo panství dědictvím na vévodu z Croy. Od roku 1945 je zámek a fládnické panství s hradem Chýje ve vlastnictví hrabat z Waldstein-Wartenberga.
Vyrůstala zde rakouská spisovatelka a novinářka Mella Waldstein (* 1964).